# Liste jüdischer Friedhöfe in Bosnien und Herzegowina
Die Liste jüdischer Friedhöfe in Bosnien und Herzegowina gibt einen kleinen Überblick zu jüdischen Friedhöfen (Jevrejsko groblje) in Bosnien und Herzegowina. Aufgeführt sind nur diejenigen Friedhöfe, für die in der deutsch- oder bosnischsprachigen Wikipedia Artikel existieren. Die Sortierung erfolgt alphabetisch nach den Ortsnamen.

## Liste der Friedhöfe
| Bezeichnung                 | Bild           | Ort                    | Weitere Informationen |
| --------------------------- | -------------- | ---------------------- | --------------------- |
| Jüdischer Friedhof Bihać    |                | Bihać                  |                       |
| Jüdischer Friedhof Jajce    |                | Jajce                  |                       |
| Jüdischer Friedhof Rogatica | weitere Bilder | Rogatica (Lage)        |                       |
| Jüdischer Friedhof Sarajevo | weitere Bilder | Sarajevo-Centar (Lage) |                       |
| Jüdischer Friedhof Tuzla    |                | Tuzla                  |                       |
| Jüdischer Friedhof Višegrad | weitere Bilder | Višegrad (Lage)        |                       |